# Ley de interpretación auténtica
La ley de interpretación auténtica (Ley n.º 26 657) fue aprobada por el Congreso del Perú durante el segundo gobierno de Alberto Fujimori que facultó al jefe del Estado postular por tercera vez consecutiva a la presidencia del Perú.

## Antecedentes
En 1996, un año después de haber sido reelecto en las elecciones generales de 1995, el presidente Alberto Fujimori inició maniobras políticas para presentarse por tercera vez consecutiva como candidato a la presidencia de la República, desatando la controversia en torno a la interpretación de la Constitución de 1993, promulgada por el Congreso Constituyente Democrático tras el autogolpe de 1992. El artículo 112.º de esta permitía al presidente volver a presentarse a las elecciones solo para un periodo consecutivo.

Artículo 112º. El  mandato  presidencial  es  de  cinco años.  El  Presidente  puede ser reelegido  de  inmediato  para  un  período  adicional. Transcurrido otro período constitucional, como mínimo, el ex presidente puede volver a postular, sujeto a las mismas condiciones.
Constitución Política del Perú de 1993

## Proyecto de ley y aprobación
Esta circunstancia constitucional impedía que Fujimori se postulase a una tercera candidatura inmediata para las elecciones generales del 2000. Para sortear el obstáculo Carlos Torres y Torres Lara, presidente de la Comisión de Constitución del Congreso, junto a otros congresistas de la bancada fujimorista presentaron el proyecto de ley para la interpretación auténtica del artículo 112.º.
El argumento fue que si bien el citado artículo constitucional indicaba que el presidente podía ser reelegido solo para un periodo inmediato o después de transcurrido otro período constitucional, la elección de Fujimori en las elecciones de 1990 no se podía tener en cuenta porque fue anterior a la promulgación y vigencia de la Constitución de 1993. En ese sentido, se argumentó que el presidente solo se había presentado como candidato una vez (en 1995), por lo que estaba habilitado para una segunda postulación en el año 2000.
El texto del proyecto de ley fue el siguiente:

Artículo único.- Interprétase de modo auténtico, que la reelección a que se refiere el Artículo 112º de la Constitución, está referida y condicionada a los mandatos presidenciales iniciados con posterioridad a la fecha de promulgación del referido texto constitucional. En consecuendia, interprétase auténticamente, que en el cómputo no se tienen en cuenta retroactivamente, los períodos presidenciales iniciados antes de la vigencia de la Constitución.
Ley n.º 26657

El Congreso, de mayoría oficialista, aprobó la ley el 23 de agosto de 1996.

## Críticas y controversias
Por otro lado, sectores críticos con la ley hicieron notar que precisamente como argumentaban los redactores de la ley, el mandato de Fujimori iniciado en 1990 ocurrió cuando se encontraba vigente la Constitución de 1979, la cual no permitía una reelección inmediata. Por tanto su segundo periodo solo podría justificarse asumiendo que la Constitución de 1993 (que permitía dos periodos consecutivos) se aplicaba al mandato presidencial iniciado en 1990.
El Tribunal Constitucional, dividido ante esta controversia, intentó sancionar acerca de la constitucionalidad de esta ley. En enero de 1997, el Tribunal finalmente declaró inaplicable la ley:

De la simple comparación de los artículos 112º de la Constitución vigente y 205º de la anterior, se desprende que:
a) La Constitución anterior prohibía la reelección presidencial inmediata;
b) La Constitución actual la permite, por una sola vez, debiendo transcurrir un período para que el Presidente reelecto pueda postular nuevamente; y
c) La actual Constitución reguló y rigió la función presidencial del Jefe de Estado durante su primer período, desde el 31 de diciembre de 1993 hasta julio de 1995, y también regula y rige la función presidencial del segundo período, iniciado el 28 de julio de 1995.
El texto del artículo 112º de la Constitución no ofrece duda alguna, en relación a lo que el Constituyente de mil novecientos noventidós expresó con este dispositivo, esto es, que ningún Presidente Constitucional desempeñe el poder político, de modo legítimo, por más de diez años consecutivos (cinco correspondientes a la elección, y los cinco posteriores, a la reelección), no pudiéndose por vía diferente a la reforma constitucional, cuyo procedimiento está expresamente establecido en la vigente Carta Política, modificar tal precepto. [...]

[...] este Tribunal, en cumplimiento del artículo 138º de la Carta Política, y con arreglo al artículo 4º de su Ley Orgánica que lo faculta a resolver y adoptar acuerdos por mayoría simple de votos, salvo casos especiales, concordante con las Disposiciones Generales Primera y Segunda del mismo cuerpo legal, se ve obligado a declarar, en aplicación de las imperativas reglas del "control difuso" que todo órgano jurisdiccional se encuentra en el inexcusable deber de emplear en el ejercicio de sus funciones, INAPLICABLE la norma impugnada en la demanda;
TRIBUNAL CONSTITUCIONAL
Sentencia del 3 de enero de 1997

Este hecho motivó que el Congreso de la República, de mayoría fujimorista, destituyera a los magistrados Manuel Aguirre Roca, Guillermo Rey Terry y Delia Revoredo Marsano, acabando con cualquier vestigio de independencia en el sistema de justicia peruano. Estas circunstancias determinaron el inicio de protestas estudiantiles, sindicales, y de numerosos grupos de la sociedad civil.